# Kashi Vishwanath
El templo de Kashi Vishwanath es uno de los doce jyotirlingas, lugares sagrados principales dedicados a Shiva. Se encuentra en la ciudad de Varanasi, en el estado de Uttar Pradesh, en la India. Está situado en la orilla occidental del río Ganges, en la parte más antigua de la ciudad. La deidad principal se llama Vishwanata, que significa «el que gobierna el universo», también conocido como Kashi, de ahí que el templo se llame  Kashi Vishwanath. Debido a la cúpula dorada que lo corona también es llamado Golden Temple, Templo Dorado, como el Templo Dorado de Amritsar.
En los jardines de la Universidad Hindú de Banaras, en Varanasi, hay una reproducción de este templo conocida como New Vishwanath Temple (templo nuevo de Vishwanat), también conocido como templo Birla, en honor a la familia de empresarios que lo construyó, dedicado igualmente a Shiva.

## Historia

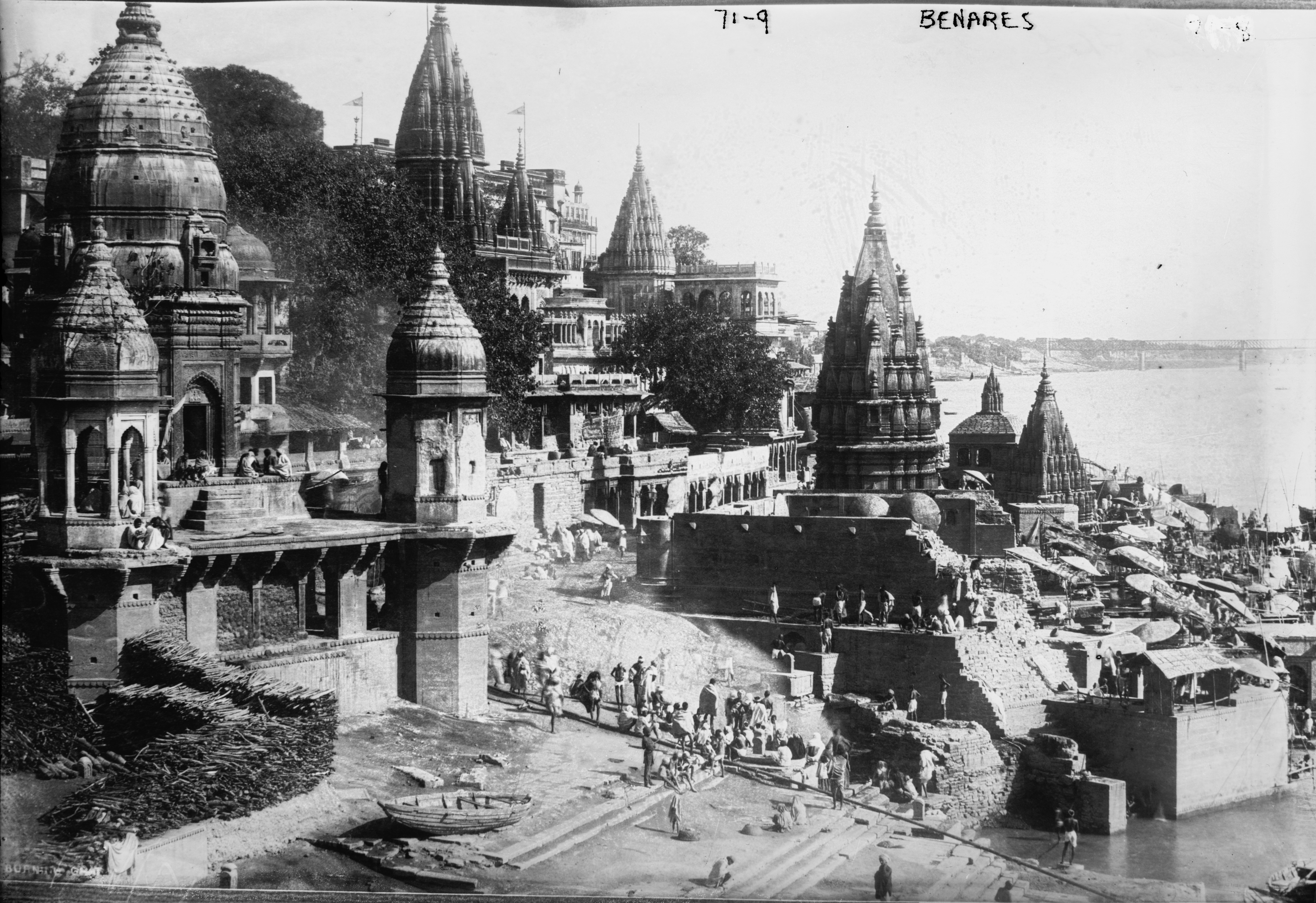
Ghats de Varanasi donde se encuentra el templo de Vishwanath en 1922.

Este templo aparece mencionado en la mitología hindú como parte central de la filosofía shaivista. Ha sido destruido y reconstruido numerosas veces. La última demolición la llevó a cabo Aurangzeb, el sexto emperador mogol, que construyó La mezquita Gyanavapi, adyacente al templo. La estructura actual fue construida en un lugar adyacente por la gobernante maharaní del Imperio Maratha, Ahilya Bai Holkar de Indore. Era conocida como la Reina Filósofa, y la construyó en 1780.
Desde 1983, el templo pertenece al gobernador de Uttar Pradesh. Durante el festival de Shivratri, el rey de Kashi o Kashi Naresh (Kashi es otra forma de llamar a Varanasi) es el único que puede entrar en el sancta sanctorum del templo. Tras la desaparición del último rey de Benarés, Vibhuti Narayan Singh, que entregó el poder en 1947 y murió en 2000, su hijo Anant Narayan Singh asume las funciones de Kashi Naresh para las festividades religiosas.